# Lygropia bicincta
Lygropia bicincta is een vlinder uit de familie van de grasmotten (Crambidae). De wetenschappelijke naam van deze soort is voor het eerst voorgesteld door George Francis Hampson in een publicatie uit 1912. De spanwijdte van het mannetje bedraagt 20 millimeter.
De soort komt voor in Singapore.